# Cider

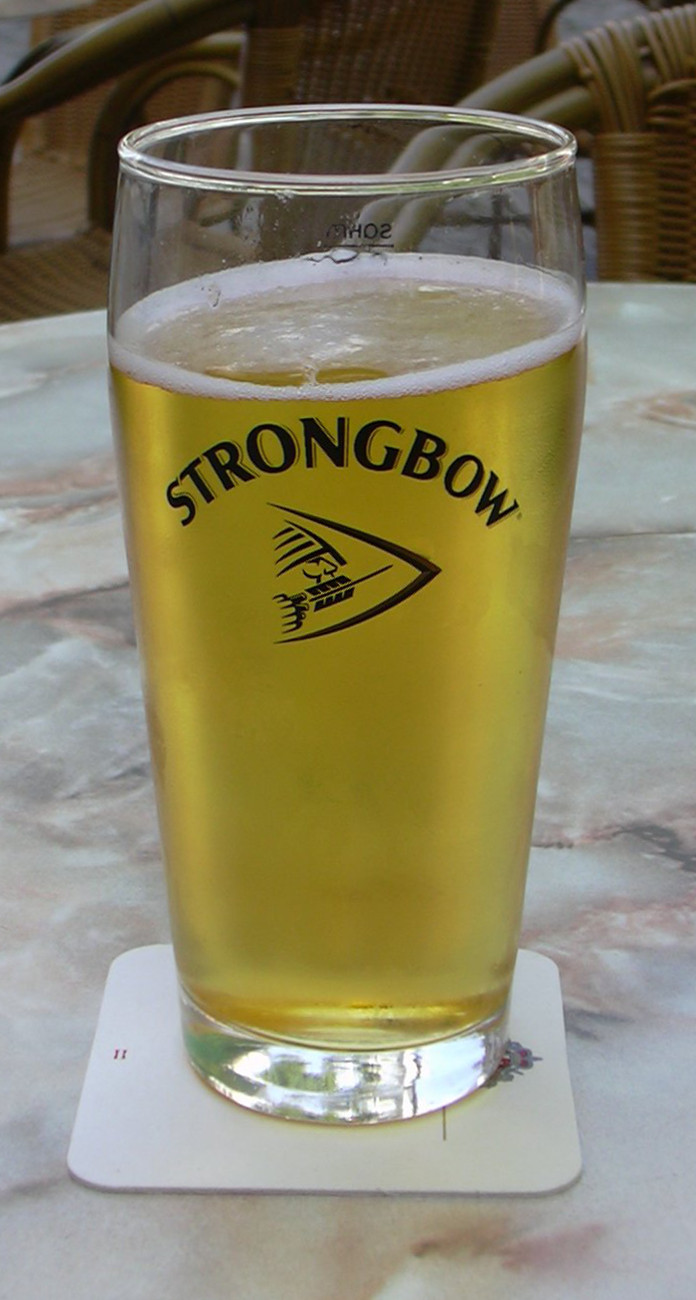
Cider značky Strongbow

Cider [sajdr] či cidre [sídr] je nápoj vyráběný alkoholovým kvašením jablečného moštu. Nápoj je populární především v západní Evropě. Obsah alkoholu v nápoji se pohybuje od 1,2 % do 8,5 %. Cider je ve velkém dostupný ve Spojeném království (zejména na západě země) a Irsku. Spojené království má nejvyšší spotřebu na hlavu na světě a také největší společnosti vyrábějící cider. Cidery z jihozápadní Anglie mají obecně vyšší obsah alkoholu. Cider je také populární v mnoha zemích Commonwealthu jako Indie, Jižní Afrika, Kanada, Austrálie, Nový Zéland a Nová Anglie. Stejně jako ve Spojené království a jeho bývalých koloniích je cider oblíbený v Portugalsku (hlavně v Minhu na severu země a na Madeiře), ve Francii (zejména v Normandii a Bretani), v severní Itálii (konkrétně ve Furlansku) a v severním Španělsku (konkrétně v Asturii a Baskicku). Německo má také své vlastní druhy cideru, přičemž Porýní-Falc a Hesensko vyrábějí zvláště kyselou verzi známou jako Apfelwein. V USA a Kanadě se odrůdám alkoholického cideru často říká tvrdý cider, aby se odlišil od nealkoholického cideru nebo „sladkého cideru“, který se také vyrábí z jablek. V Kanadě nesmí jablečný mošt obsahovat méně než 2,5 % nebo více než 13 % absolutního alkoholu podle objemu.

## Název

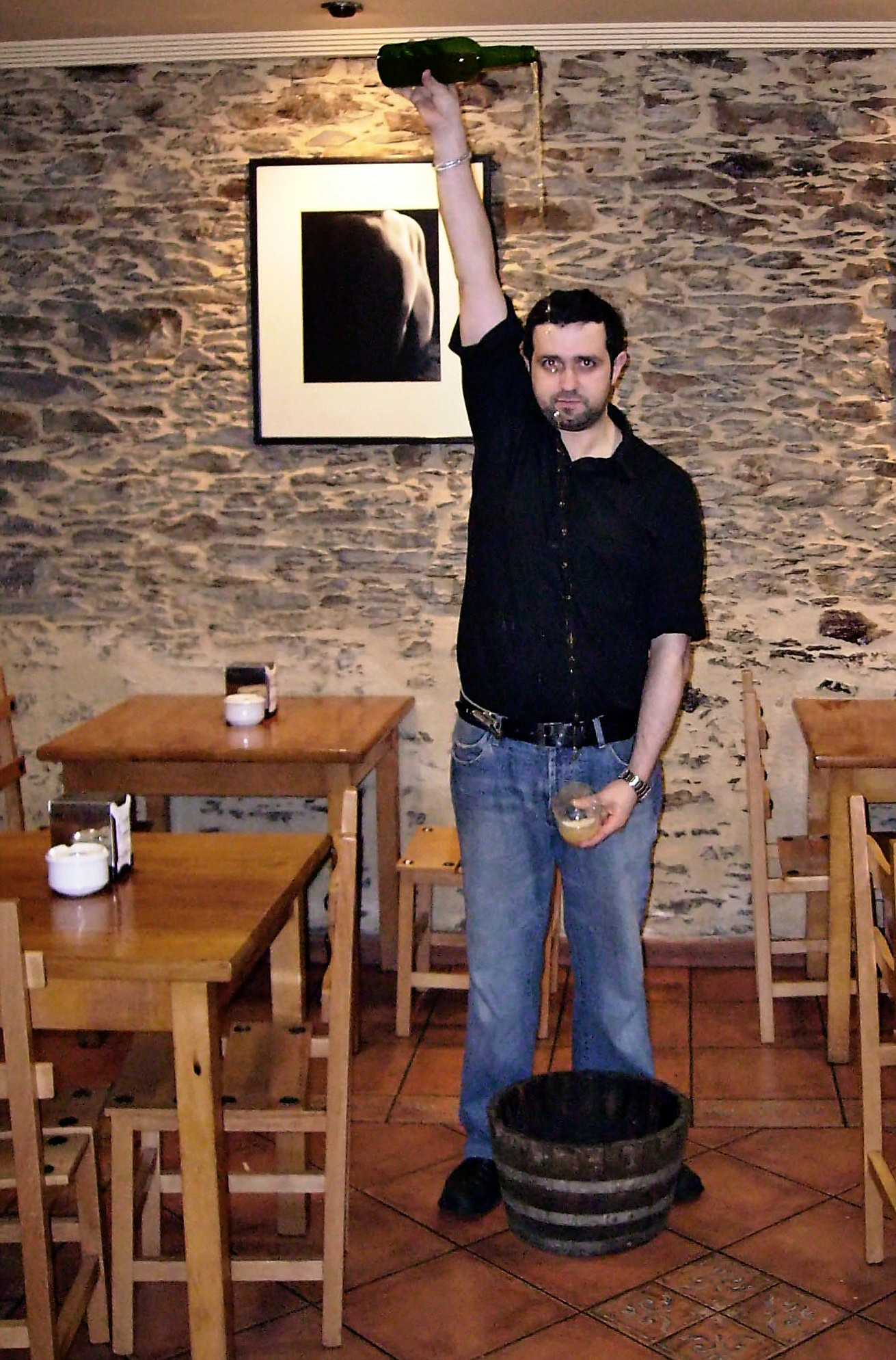
Tradiční nalévání sidry

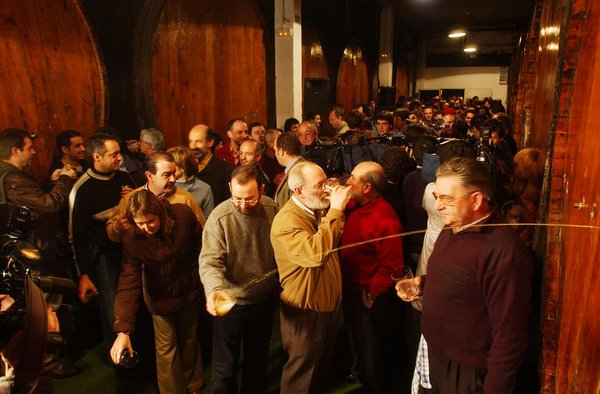
Baskická cidrerie, v baskičtině sagardotegi

Název má prapůvod v hebrejském slově שֵׁכָר‎ šekar, který v bibli označuje alkohol. V antických biblických překladech se přepisoval řecky jako σίκερα sikera, do latiny sīcera, v pozdní latině pozměněné na cisera. Z tohoto základu byl výraz převzat do starofrancouzského cidre, cire. (12. století). Pro jablečný nápoj se slovo začalo používat v Normandii. Do angličtiny se dostalo ve 13. století z francouzského základu a později bylo modifikováno na základě výslovnosti do podoby cider.
V českém jazyce se správně označuje jako cidre (výslovnost [sidr]).
Helena Uhrová v knize Jak se dělá cidre, calvados, pommeau připouští také počeštělou variantu cidr.
I v ostatních slovanských jazycích převažuje označení, které se vyslovuje sidr.
Ve většině evropských jazyků se nápoj nazývá podobně, avšak konkrétní název se liší nejen v jednotlivých jazycích, ale dokonce i v jednotlivých oblastech:
- Španělsko, Portugalsko, Jižní Amerika – sidra [sidra]
- Itálie – sidro [sídro]
- Francie, Kanada – cidre [sídr]
- Anglie – cider [sajdr]
- USA – hard cider [hárd sajdr]
- Německo, Švýcarsko – Apfelwein [Apflvajn]
- Rakousko – Most [Mošt]
- Baskicko – sagardo
- Rusko – сидр [Sidr]
- Ukrajina – сидр [Sydr]
- Polsko – cydr

## Historie
O jeho původu a rozšíření se vedou dlouhodobé spory, vznik výroby cidru je pravděpodobně spojen s oblastí dnešního Baskicka.
Nápoj byl znám už v antice. První středověké zprávy o výrobě cidru v Evropě pocházejí z doby Karla Velikého. První vědecký spis o výrobě cidru De vino et pomaceo vytvořil mistr Julien Le Paulmier, osobní lékař Karla IX. r. 1588.

## Lokální tradice

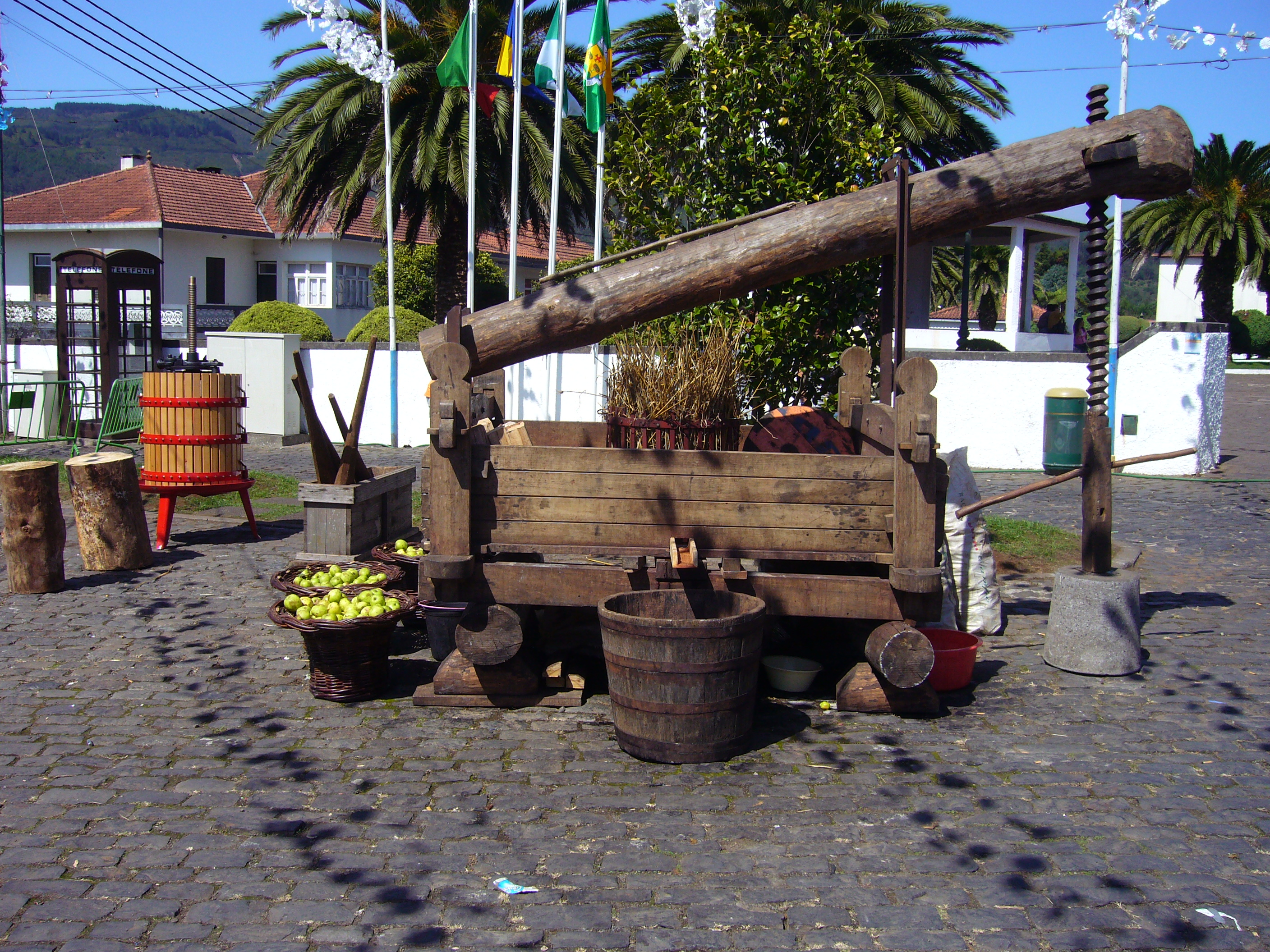
Dekorace ze Slavnosti jablek v Santo António da Serra na Madeiře.

Ve Španělsku je sidra typická pro oblast Asturie a Baskicka. V Portugalsku se vyrábí hlavně na Madeiře, kde je centrem pěstování vhodné odrůdy jablek městečko Santo António da Serra.
Španělská sidra natural je plně prokvašené jablečné víno, perlení v nápoji vzniká až provzdušněním. La sidra achampanada je podobná francouzskému cidru.
Hlavní francouzské oblasti výroby cidru jsou Normandie a Bretaň, především kvůli mírnému přímořskému klimatu vhodnému pro pěstování jablek. Klima zároveň umožňuje přírodní výrobu založenou na kvašení cidru přes zimu. Cidre se vyrábí i v mnoha dalších oblastech, např. Pays d´Auge. Ve Francii je zakázáno cidre doslazovat a ředit vodou. Francouzské třídění cidrů se řadí podle obsahu zbytkového cukru a objemu alkoholu na sladký (doux, do 3 % alk.), polosuchý (demisec, od 3 % do 5 %) a suchý (brut nebo sec, nad 5 % alk.).
Švýcarští výrobci některé značky apfelweinu před lahvováním naředí nealkoholickým moštem, aby dosáhli konečného obsahu alkoholu kolem 4 %.
Pro Spojené království jsou typické plně prokvašené suché cidry a sladké cidry většinou přerušené pasterizací. Je povoleno doslazení a ředění vodou. Ve Spojeném království se zkonzumuje největší množství cidru na osobu. Mezi tamní nejznámější značky patří Strongbow, Bulmers, Westons nebo irský Magners.

### Lokální tradice v České republice
Na jižní a jihovýchodní Moravě se vyrábí z jablečného moštu částečně anebo úplně prokvašený nápoj lidově nazývaný „jablečný burčák“ od konce 19. a počátku 20. století, kdy byly vinice na Moravě zničeny mšičkou révokazem. Kvašení probíhá ve skle nebo v původních vinných sudech, které se díky tomu mnohde doposud dochovaly. Pro lahodnou chuť je důležité v počátku kvašení nebránit rozvoji bakterií mléčného kvašení, které při zvýšení obsahu alkoholu v moštu samy odumřou, proto se mošty nesíří. Nejvhodnějšími odrůdami jablek jsou Panenské české a Jadernička moravská. Vyrábí se rovněž nápoj ze směsi moštu zimních odrůd hrušek a panenských jablek, případně ze samotných hrušek. Kvašením vzniká jemně perlivý nápoj lahodné chuti s vyváženým poměrem cukrů, kyselin a alkoholu s jemnou hořčinkou. Vyšší obsah kyselin v jablečném moštu v chladných letech se dá snadno regulovat mírným naředěním moštu vodou a vyšším podílem hruškového moštu. V selských usedlostech jihovýchodní Moravy byla obvyklá produkce tohoto výrobku kolem tří hektolitrů ročně.
V České republice se jako první vyráběl Mad Apple – originální český cider, původem ze Znojma, avšak v květnu 2013 přerušil výrobu.
V současnosti cider vyrábějí:
- Cidrerie (která vyrábí pod značkou Cidre Premier) ze Všenor
- F.H.Prager cider z Kladna
- Grumpy George z Krnova
- Magnetic Apple ze Zásmuk
- Rossbach cider z rodinné farmy v Hranicích u Aše
- Johannes Cyder z Tábora
- Cidérka Lobeč (pod značkou BACHA!) z Lobče

Z větších firem vyrábějí cider Plzeňský Prazdroj (Frisco) a Pivovar Přerov (Royal Dog Cider).
Podniky specializované na prodej cideru:
- Cider Club v Praze se specializoval na prodej a servírování cideru ze Spojeného království. Ukončil činnost v roce 2015.
- Dobrý cider v Praze je prodejna i e-shop s velkým výběrem českých i zahraničních ciderů.
- InCider Bar z pražských Vršovic byl první cider bar v České republice. Specializoval se na český cider, britský cider, francouzský cidre a španělskou sidru. Trvale uzavřen od roku 2017.
- Opilý jabko z Náchoda je obchod, který se specializuje na český, slovenský a britský cider od lokálních výrobců.

## Vzhled a chuť
Cidre může být jak průzračný, tak s lehkým zákalem, většinou zlatavé až žluto-oranžové barvy. Jemně perlivý nápoj se může podobat pivu, ale i ušlechtilým perlivým vínům. Vůní a chutí vždy odkazuje na výběr surovin a způsob výroby.
| „                                             | Cider je méně opojný než víno, méně hořký než pivo, méně sladký než limonády, méně šumivý než sycené vody. Díky tomu zbavuje žízně, osvěží a hodí se takřka ke každému jídlu. | “ |
| — Jak se dělá cidre, calvados, pommeau, s. 14 | |   |

## Výroba
Postupy výroby se výrazně liší nejen podle země původu, ale hlavně podle způsobu zpracování. 
Průmyslově vyráběné cidry jsou většinou z jablečného koncentrátu, který usnadňuje průběžnou výrobu. 
Na rozdíl od tradiční výroby z jablečného moštu, který vyžaduje sezónní metodu zpracování nebo klade vyšší nároky na celoroční skladování jablečného moštu.
Pro výrobu cidru existují speciálně vyšlechtěné odrůdy jablek. Vhodná je směs několika odrůd – tím se docílí vhodného poměru sladkosti, hořkosti a kyselosti výchozího moštu i výsledného cidru.
Jablka se rozdrtí a vylisují na jablečný mošt (nebo je použit jablečný koncentrát), který kvasí v kvasných nádobách (tanky, sudy, demižony). Kvašení probíhá od 14 dní (Anglie) až po 8 měsíců (převážně Francie) v závislosti na způsobu výroby.
Po dostatečném prokvašení je cidre při konvenčním způsobu výroby filtrován nebo pasterizován, stáčen do lahví, sycen CO2 a připraven k distribuci. 
V případě tradiční výroby není proces kvašení ukončen a v lahvích probíhá dozrávání, takže cidre může být přirozeně jemně perlivý. V důsledku dozrávání se na dně lahví může vytvářet zákal, který je nezbytný a není za závadu. 
Cidru podobný nápoj lze vyrábět též z hrušek. Kvašený hruškový mošt se nazývá perry, francouzsky poiré.